# Первая леди опочивальни
Первая леди опочивальни (англ. First Lady of the Bedchamber) — в британских королевских семьях является титулом самой высокой из дам опочивальни (спальни), тех, кто занимает официальное положение личных слуг королевы или принцессы. Эту должность традиционно занимает женщина из благородной семьи. Существуют также: леди опочивальни и женщина опочивальни.

## История
Во времена Тюдоров (1485—1603 годы) первая леди опочивальни также была главной дворянкой тайной палаты. Занимала самое высокое положение среди дам в королевской опочивальне, роль которых состояла в том, чтобы прислуживать королеве и сопровождать ее. Титул первой леди опочивальни королевы был эквивалентом титулу Первого лорда опочивальни короля (First Lord of the Bedchamber). Также первая леди опочивальни выполняла функции камергера стула если английская женщина становилась королевой.
Существовала некоторая путаница между должностью первой леди спальни и должностью правительницы гардеробной, которая была вызвана размытостью их функций: часто эти должности объединялись, пока в 1760-х годах не было установлено строгое разграничение между ними.
Должность первой леди опочивальни занимали:
- При Елизавете Йоркской:
  - 1485—1487: Сесилия Йоркская
  - 1487—1494: Анна Йоркская
- При Елизавете I:
  - 1558—1565: Кэт Эшли
  - 1565—1572: Бланш Парри
  - 1572-?: Катерина Кэри, графиня Ноттингем
- При Генриетте Марии Французской:
  - 1626—1652: Сьюзен Филдинг, графиня Денби
- При Екатерине Брагансской:
  - 1660—1681: Барбара Говард, графиня Саффолк[англ.]
  - 1681—1685: Изабелла де Нассау, графиня Арлингтон[1]
- При Марии Моденской:
  -  ?-?: Пенелопа О’Брайан, графиня Питерборо[2]
  -  ?-?: Элизабет Герберт, маркиза Пауис[англ.]
- При Анне:
  -  ?-?: Флауэр Бэкхаус, графиня Кларендон[англ.]
- При Каролине Бранденбург-Ансбахской:
  - 1714—1717: Диана Боклер, герцогиня Сент-Олбанс[англ.]
- При Августе Саксен-Готской:
  -  ?-?: Джейн Хэмилтон[англ.]